# ピアット郡 (イリノイ州)
ピアット郡（英: Piatt County）は、アメリカ合衆国イリノイ州の中央部に位置する郡である。2010年国勢調査での人口は16,729人であり、2000年の16,365人から2.2％増加した。郡庁所在地はモンティチェロ市（人口5,548人）であり、同郡で人口最大の都市でもある。
ピアット郡はシャンペーン・アーバナ大都市圏に属している。

## 歴史
ピアット郡の最初の開拓者はジョージ・ハワースというクエーカー教徒であり、その後にジェイムズ・マーティン、エイブラハム・ハンライン、ソロモン・カーター、ウィリアム・コーデルが続いた。
ピアット郡は1841年にメイコン郡とデウィット郡の一部を合わせて設立された。住人のジェイムズ・A・ピアットとジェシー・ワーナーの2人が郡設立の推進者だった。この2人がコイントスを行い、ピアットが勝って郡名に採用された。

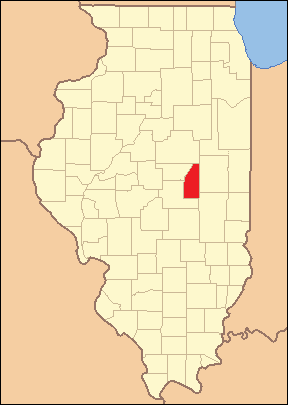
1841年創設時の郡領域、現在まで変わっていない

エイブラハム・リンカーンが巡回裁判所の弁護士としてピアット郡で法律実務を行った。1858年にリンカーンとスティーブン・ダグラスがピアット郡で大統領候補指名のための討論を計画した。そのうちの1つがモンティチェロ市南の銘板で記念されている。
イリノイ電力会社はピアット郡の西、ディケーター市を中心とし、州中央部に電力を供給する会社である。イリノイ州では一時期、不動産ではない資産に課する従価税である「個人資産税」を郡が課していた。発電機と送電線が「個人資産」だったので、個人資産税は発電設備の充実に使われた。イリノイ州法では、イリノイ電力会社のような法人がその本社の所在する郡に個人資産税を払うことになっていた。ピアット郡が低い税率を提案したので、イリノイ電力会社はその本社をピアット郡に移した。このことでピアット郡は州の公共事業資産の半分以上に課税できることになり、大きな歳入を生んで、この小さな郡の繁栄に繋がった。

## 地理
アメリカ合衆国国勢調査局に拠れば、郡域全面積は439.46平方マイル (1,138.2 km2)であり、このうち陸地439.20平方マイル (1,137.5 km2)、水域は0.26平方マイル (0.67 km2)で水域率は0.06％である。

### 主要高規格道路
| - 州間高速道路72号線 - 州間高速道路74号線 - アメリカ国道36号線 - アメリカ国道150号線 | - イリノイ州道2号線 - イリノイ州道10号線 - イリノイ州道32号線 - イリノイ州道48号線 - イリノイ州道105号線 |

### 隣接する郡
- マクリーン郡 - 北
- シャンペーン郡 - 東
- ダグラス郡 - 南東
- ムールトリー郡 - 南
- メイコン郡 - 南西
- デウィット郡 - 西

## 気候と気象
近年、郡庁所在地であるモンティチェロ市の平均気温は1月の14°F (-10 ℃) から7月の85°F (29 ℃) まで変化している。過去最低気温は1999年1月に記録された-25°F (-32 ℃) であり、過去最高気温は1966年7月に記録された105°F (41 ℃) である。月間降水量は1月の1.61インチ (41 mm) から8月の3.99インチ (101 mm) まで変化している。

## 人口動態
以下は2000年国勢調査による人口統計データである。
| 基礎データ - 人口: 16,365人 - 世帯数: 6,475 世帯 - 家族数: 4,726 家族 - 人口密度: 14人/km2（37人/mi2） - 住居数: 6,798軒 - 住居密度: 6軒/km2（15軒/mi2） 人種別人口構成 - 白人: 98.83% - アフリカン・アメリカン: 0.24% - ネイティブ・アメリカン: 0.08% - アジア人: 0.13% - 太平洋諸島系: 0.02% - その他の人種: 0.14% - 混血: 0.57% - ヒスパニック・ラテン系: 0.62% 先祖による構成 - ドイツ系：29.9％ - アメリカ人：16.1％ - イギリス系：14.5％ - アイルランド系：13.0％ | 年齢別人口構成 - 18歳未満: 25.1% - 18-24歳: 6.8% - 25-44歳: 27.6% - 45-64歳: 25.0% - 65歳以上: 15.5% - 年齢の中央値: 40歳 - 性比（女性100人あたり男性の人口） - 総人口: 95.4 - 18歳以上: 91.9 世帯と家族（対世帯数） - 18歳未満の子供がいる: 32.6% - 結婚・同居している夫婦: 63.3% - 未婚・離婚・死別女性が世帯主: 6.8% - 非家族世帯: 27.0% - 単身世帯: 23.7% - 65歳以上の老人1人暮らし: 11.8% - 平均構成人数 - 世帯: 2.50人 - 家族: 2.96人 収入と家計 - 収入の中央値 - 世帯: 45,752米ドル - 家族: 52,218米ドル - 性別 - 男性: 36,762米ドル - 女性: 23,606米ドル - 人口1人あたり収入: 21,075米ドル - 貧困線以下 - 対人口: 5.0% - 対家族数: 3.6% - 18歳未満: 4.8% - 65歳以上: 6.2% |

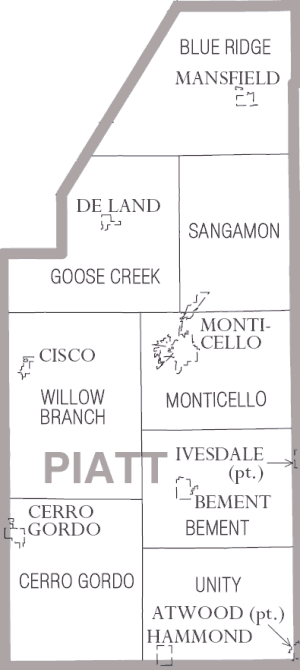
ピアット郡郡区図

## 郡区
ピアット郡は下記8つの郡区に分割されている。
| - ビーメント - ブルーリッジ - セロゴード - グースクリーク | - モンティチェロ - サンガモン - ユニティ - ウィロウブランチ |

## 都市と町

### 市
- モンティチェロ - 郡庁所在地

### 村
| - アトウッド - ビーメント - セロゴード - シスコ | - デランド - ハモンド - マンスフィールド |

| - ゲイルズビル - ラプラス - ロッジ - ミルマイン - ピアソンステーション - ホワイトヒース | - ブルーリッジ - センタービル - コームズ - ハリス - ユニティ - ボーヒーズ - ウィロウブランチ |